# Chartographa ludovicaria
Chartographa ludovicaria är en fjärilsart som beskrevs av Charles Oberthür 1880. Chartographa ludovicaria ingår i släktet Chartographa och familjen mätare. Inga underarter finns listade i Catalogue of Life.